# Sintra
Sintra er en by i Portugal i distriktet Lisboa med 385.606(2021) indbyggere. Byen er på UNESCOs Verdensarvsliste pga. sin arkitektur.
Byens absolutte hovederhverv er turisme. Turister bliver tiltrukket af den intime atmosfære fra de historiske bygninger og det vestligste sted på det europæiske fastland, Kap Roca, der ligger kun 18 km vest for Sintra. Portugals hovedstad Lissabon ligger ikke langt væk og mange kommer derfor også blot på en endagstur til byen.
Blandt populære turistattraktioner kan nævnes Castelo dos Mouros (Maurernes Borg) og Pena National Palace som er et slot bygget omkring år 1500.
Byen bliver nævnt i tekster fra 1100-tallet, men borgen Castelo dos Mouros blev bygget allerede i 800-900-tallet

## Galleri
- Ruinerne af kapellet São Pedro de Canaferrim, opført af Afonso Henriques efter maurernes overgivelse af Sintra
- Klosteret af Capuchos, et refugium
- Rådhuset i Sintra, bygget efter 1154 for at huse den lokale administration
- Slottet i Sintra, benyttedes i lang tid sommerophold for den kongelige familie
- Palácio de Seteais' facade, udbygget af Marquês de Marialva
- Palácio Nacional da Pena oprindeligt opført som klosteret for Nossa Senhora da Pena, og gennemgribende renoveret på initiativ af Ferdinand 2. af Portugal
- Godset Monserrate, opført af Gerard Devisme, det orientalske udseende er inspireret af Francis Cook